# بيغوم بيرغورين
السيرة الذاتية

نظرة عامة
الممثلة التركية بيغوم بيرغورين Begüm Birgören ولدت في 20 سبتمبر 1982 ؛ إسطنبول وهي ممثلة تركية كانت مهتمة بالمسرح منذ أن كان عمرها 13 عامًا بدأت مسيرتها في التمثيل مع دروس نهاية الأسبوع في مركز Müjdat Gezen للفنون، هي خريجة جامعة بهجيشهر للفنون البصرية والتصميم المرئي أصبحت معروفة بدورها عائشة في مسلسل الاجنحة المنكسرة في عام 2006 , الأجنحة المنكسرة (باللغة التركية: Kırık Kanatlar) هو مسلسل تركي درامي عسكري تاريخي ذو طابع عاطفي، يروي قصصاً تدور أحداثها في مطلع القرن المنصرم وتحديداً في إبّان نشوب الحرب بين تركيا واليونان، وهو مدبلج إلى اللغة العربية باللهجة السورية وكان يعرض على قناة إم بي سي 4 في 24 سبتمبر 2013، لعبت دور شخصية Merve في مسلسل Aya Kaçak yayınlan الذي بدأ بثه على ATV.
شاركت ايضاً في مسلسل ثمن عمري بدور قمر ويحكى عن عائلتين ثريتين تملء حياتهما العديد من القصص التراجيدية الحزينة ظن وفي وسط الاضواء والشهرة وعالم الموضة تدور قصة الشاب الثري يعشق فتاة من عائلة مدينة له بكثير من المال.وتحت ضغوط الديون توافق العاءلة بزواج ابنتهم من الشاب الغني.مقابل تنازل الشاب عن حقه في استرجاع ديونه. يستميل الفتاة شاب اخر من عائلة غنية. وفي ليلة الزفاف المقرر تصارح الفتاة زوجها بخيانتها له. مايشكل صدمة كبرى بالنسبة اليه.وهنا تبدا رحلة االا نتقام التي تحمل الكثير من التشويق والمفاجات.
مسلسلات وافلام شاركت بها
2018 – vurgun (مسلسل)
2013 – ليك تايم (فيلم)
2013 – تهتم بي (فيلم)
2013 – تسرب (مسلسل)
2012 – العالم الروماني الثقيل الجديد
2011 – تركان
2009 – Ömre Bedel
2008 – ثمانية أيام من علي
2008 – ميرت وجيرت
2008 – نقطة
2007 – كارايلان
2006 – أجنحة مكسورة
2005 – ما تشاء
2005 – سحر فاكتي
2005 – الطفل مع البطارية
2004 – قلادة ازرق
2004 – تشابك
2002 – بيسيريبيردي
مشوارها الفني في التمثيل
حيث نجحت بير بيروغرين في تصوير شخصية إلفان في المسلسل التلفزيوني كارا يلان، واستمرت في مشاريع أخرى، بدأت بيرغرين تهتم بالمسرح وكان عملاً خيالياً منذ الطفولة بدأت حياتها المهنية في عمل صغير من arapsaçı ولعب أدواراً رائدة في سلسلة Pilli Bebek مع Mehmet Günsür , وهي حالياً تشارك في مسلسل vurgun وتقوم بدور أسيا وهي الممرضة التي تهتم لكمال، ويشاركها مجموعة رائعة من النجوم مثل اركان بيتكايا ودنيز تشاكر وامري كيناي وألتان اركاكلي وجمال توكتاش وعليا أوزوناتاغان سيكون المسلسل من إنتاج شركة ” Gold Film ” ومن أعمالها: طائر الصباح، العقبى لنا، رائحة الفراولة، الغرفة 309، اللؤلؤة السوداء، لن أتخلى أبداً، الحلم وغيرها، وسيكون من كتابة سيناريو باشار باشاران.
مسلسل Vurgun هو مسلسل تركي جديد بدا عرضه الأربعاء الموافق 6 من فبراير على قناة fox التركية. وتدور قصة المسلسل عن رجل أعمال يٌدعى “كمال فاردار” رجل يعشق زوجته إلا أنه يدخل في غيبوبة لمدة 10 سنوات وظلت زوجته بجانبة طوال تلك المجة ولم تتركة قط، ليستيقظ منها كالمعجزة إلا انه ينصدم من التغيرات التي طرأت على حياته بعد تلك الغيبوبة.
مسلسل Vurgun الضربة من بطولة اركان بيتيكايا بدور رجل الأعمال كمال فاردار، دينيز شاكر الممثلة التركية التي وقع في حبها الجمهور العربي من خلال دورها في مسلسل قطاع الطرق لن يحكموا العالم وستجسد دينيز شاكر دور “ريهان” زوجة كمال.
بالإضافة للممثلة بيجوم بيرجوان بدور “آسيا الممرضة المسؤوله عن حالة رجل الأعمال كمال، في حين سيجسد إيمره كيناي دور “فيدات” شريك كمال والذى يحمل صفات مغايرة كمال.